# Austraeolis benthicola
Austraeolis benthicola is een slakkensoort uit de familie van de Facelinidae. De wetenschappelijke naam van de soort is voor het eerst geldig gepubliceerd in 1966 door Burn.